# 仿珍燈魚
仿珍灯鱼（学名：Lampanyctus simulator）为輻鰭魚綱燈籠魚目灯笼鱼科珍灯鱼属的其中一種。分布于北太平洋海域，為深海魚類，棲息深度500公尺，體長可達9.3公分。

## 扩展阅读
維基物種上的相關：仿珍灯鱼